# Кока-Кола
Вижте пояснителната страница за други значения на Кола.
Ко̀ка-ко̀ла (на английски: Coca-Cola) е популярна газирана безалкохолна напитка, предлагана по целия свят, една от най-известните и продавани търговски марки в света. Известна е още със съкратеното разговорно наименование ко̀ла.
Кока-колата е създадена през 19 век от американеца Джон Пембъртън, който я замисля като лекарство, продавано без рецепта. С помощта на добре планирана рекламна стратегия бизнесменът Ейза Григс Кандлер превръща напитката във водещ продукт на световния пазар за безалкохолни напитки през 20 век. Кока-колата продължава да е на челно място и през 21 век.
В наши дни кока-колата се произвежда като концентриран сироп, който се доставя на множество франчайзингови фирми за бутилиране, разпространение и продажба.
Компанията „Кока-кола“ произвежда още няколко напитки, които носят марката „Кока-кола“, но са различни по вкус и състав от класическата напитка. Най-популярната и разпространена от тях е диетичната кока-кола (позната в България с името Кока-кола зироу, на английски: Coca-Cola zero), която се превръща в най-популярната диетична напитка. Компанията произвежда също кока-кола с добавен екстракт на кафе (Coca-Cola Blāk), с вкус на ванилия (Coca-Cola Vanilla), череша (Coca-Cola Cherry), лимон (Coca-Cola with Lemon), както и кока-кола без кофеин (Caffeine-free Coke).
В изследване от 2011 г. кока-колата е посочена като най-престижната търговска марка в света.
В отговор на настояването на потребителите, желаещи по-естествен продукт, компанията е в процес на постепенно извеждане от употреба на хранителната добавка E211, наричана още натриев бензоат.

## История

### Ранни години
Кока-колата е създадена в Кълъмбъс, Джорджия, от Джон Пембъртън първоначално като кокауайн – комбинация от вино и кокаин, наречена кока с френско вино на Пембъртън. В началото тя е продавана като лекарство срещу главоболие по пет цента на чаша в автоматите за газирани напитки, които стават популярни в САЩ по това време. След забраната на алкохола в Джорджия през 1886 г. виното в рецептата е заменено с безалкохолен сироп. Първите продажби са реализирани на 8 май 1886 г. в аптеката „Jacob's Pharmacy“  в Атланта; за първите осем месеца са продавани едва девет чаши средно на ден. Газираната напитка става популярна и поради факта, че по това време в САЩ се смята, че газираните напитки са много полезни за здравето.
Считайки, че две „C“ ще изглеждат по-добре в рекламите, Франк М. Робинсън, съдружник и счетоводител на д-р Пембъртън, предлага името Coca-Cola (кока-кола) и създава характерния за марката шрифт. Първата вестникарска реклама на кока-кола се появява във вестник „Атланта Джърнъл“ – приканваща гражданите да опитат „новата популярна газирана напитка“. По витрините на магазините се появяват изрисувани с маслени бои плакати с надпис „кока-кола“. Д-р Пембъртън обаче не осъзнава пълните възможности на напитката и започва да продава части от компанията си на други съдружници. Малко преди смъртта си през 1888 г. той продава цялата останала част от компанията на Ейза Григс Кандлер от Атланта – човек с голям търговски нюх.
Кандлер продължава да изкупува останалите дялове, докато придобива цялата компания.

### Ерата на Кандлер
На 1 май 1889 г. Ейза Кандлер публикува съобщение на цяла страница във вестник „Атланта Джърнъл“, че е „единствен собственик на кока-кола – вкусна, освежаваща. ободряваща, тонизираща.“ Собствеността, която Ейза Григс Кандлер всъщност придобива през 1891 г., му струва точно 2300 щатски долара.
До 1892 г. усетът на Кандлер към рекламата увеличава продажбите на сиропа кока-кола почти десетократно. Скоро той закрива фармацевтичната си фирма и се отдава изцяло на безалкохолната напитка. Заедно с брат си Джон С. Кандлер, бившия съдружник на д-р Пембъртън – Франк Робинс, и още двама нови съдружници Кандлер основава в щата Джорджия компания под името „Кока-Кола Къмпани“. Първоначалният капитал на компанията е 100 000 долара. Търговската марка „Кока-кола“, която се използва от 1886 г., е регистрирана в Патентното ведомство на САЩ на 31 януари 1893 г.
Същата година са изплатени и първите дивиденти – по 20 долара на акция, което възлиза на 20% от номинала на акцията. Оттогава до днес всяка година се изплащат дивиденти на акционерите. Уверен в силата на рекламата, Кандлер продължава направеното от Пембъртън в областта на маркетинга: разпространява стотици талони за безплатна кока-кола, разпраща сувенири – ветрила, календари, часовници – със символа на компанията.
Предприятието продължава да се разраства и през 1894 г. в град Далас, щата Тексас, е построена първата фабрика за производство на сиропа извън Атланта. Следващата година са открити заводи в Чикаго, Илинойс и Лос Анджелис, Калифорния. През 1895 г., три години след създаването на компанията, Кандлер обявява че „кока-кола ще се пие във всеки щат и на цялата територия на Съединените щати.“
Кока-колата започва да се продава в бутилки на 12 март 1894 г., а първите кутии се появяват през 1955 г. Кандлер се колебае дали да бутилира напитката, но тримата предприемачи (Дж. С. Мейфилд, А. О. Мърфи и Е. Х. Блъдуорт), които предлагат идеята, са толкова настоятелни, че той подписва договор, с който им отстъпва управлението на процеса. Неясният договор се превръща в проблем за компанията през следващите десетилетия. Нещата се усложняват още повече от решението на бутилиращата фирма да сключва договори с подизпълнители.

### „Делауер“– ерата на Удръф
През 1919 г. компанията на Кандлер продава фирмата „Кока-кола“ на банкера от Атланта Ърнест Удръф и инвестиционна група за сумата от 25 милиона долара. Така е създадена компанията „Делауер“, като скоро след това половин милион от акциите на компанията са продадени публично на цена 40 долара. След четири години синът на Ърнест – Робърт Уиншип Удръф – е избран за президент на компанията и така дава начало на неговото активно ръководство, продължило повече от шест десетилетия.
Преди да се включи в бизнеса с безалкохолни напитки, 33-годишният мъж от Джорджия се издига от продавач на камиони до вицепрезидент и генерален управител на „Уайт мотор къмпани“. Новият президент на компанията обръща особено внимание на качеството на продукта. Удръф слага началото на кампанията „За качествена напитка“, залагайки на опитни служители, които да насърчават продавачите на наливна кока-кола да продават по-напористо и да предлагат напитката правилно. С помощта на основните производители на бутилирана кока-кола, под негово ръководство се налагат строги стандарти в качеството, чрез които се проследява и управлява всеки етап от производството. Удръф умело прогнозира големия потенциал на бутилирането и увеличава съществено рекламата и търговската подкрепа на продукта. Към края на 1928 г. продажбите на бутилирана кока-кола за първи път надвишават продажбите на наливната напитка.
Ръководената от Удръф компания постига небивал успех. Някои от търговските похвати, въведени от него и използвани до днес, са били смятани за революционни. Така например, през 20-те години на ХХ век компанията за първи път започва да използва картонена опаковка с шест бутилки кока-кола, като по този начин насърчава продажбите за вкъщи. Тази проста и обикновена опаковка е описана в рекламите като „опаковка за дома, с удобна дръжка“. През 1929 г. към картонената опаковка се прибавя още едно революционно въведение в директните продажби – метален хладилен шкаф, отворен в горната част, пълен с лед, с което става възможно продажбата на леденостудена кока-кола в магазините. По-късно металният хладилен шкаф е усъвършенстван с механизирано охлаждане и автоматичен монетен контрол. По този начин напитката вече може да се предлага в канцеларии, фабрики и стадиони.
Мащабната рекламна кампания дава резултат и по времето на своята петдесетгодишнина напитката вече се е превърнала в национален символ.

### Начало на световното разпространение
За първи път кока-колата напуска САЩ през 1900 г., когато най-възрастният син на Кандлер – Чарлс Хауърд Кандлър, взима със себе си шише сироп, заминавайки за Англия. Малко по-късно в Атланта получават поръчка за пет галона сироп, което е първото количество за износ.
След няколко години са построени първите заводи зад граница – в Куба, Панама, Филипините, Пуерто Рико и Гуам. През 1920 г. във Франция започва да работи първата в Европа бутилираща компания. През 1926 г. Робърт Удръф твърдо насочва дейността на компанията към международния пазар, като създава международен отдел. През 1930 г. този отдел прераства в отделна компания, наречена „Експортна корпорация Кока-кола“. Това решение е плод на четирикратното увеличение на броя на страните, където се произвежда напитката.
Важна стъпка в увеличените продажби е сключеното през 1928 г. партньорство с организаторите на Олимпийските игри.

## Втората световна война
По време на Втората световна война компанията „Кока-кола“ следва политика на пренебрегване на евгениката и антисемитизма на нацистка Германия. Някои от висшите административни чиновници на компанията в Германия са видни членове на германската Националсоциалистическа работническа партия. Трудностите около доставянето на концентрата на кока-колата в Германия довеждат до създаването на нова напитка, търговска марка на „Кока-Кола Къмпани“ – Фанта.
Когато Съединените щати влизат във Втората световна война, Робърт Удръф издава заповед „всеки военен да получи бутилка кока-кола за 5 цента, където и да се намира и каквото и да струва това на компанията.“ Усилието да се снабдят въоръжените сили с кока-кола се прави в момент, когато от щаба на главнокомандващия американските войски в Европа – генерал Дуайт Айзенхауер в Северна Африка, се получава спешна телеграма. Тя е с дата 29 юни 1943 г. и съдържа искане да се изпратят материали и оборудване за десет бутилиращи завода.
Макар и предшествано от указание пратките да не изместват военните доставки, искането включва и три милиона пълни бутилки кока-кола и запаси за производството на същото количество два пъти месечно. Скоро инженер на компанията заминава за Алжир, за да открие първия завод – предшественик на 64-те бутилиращи завода, влезли в действие по време на Втората световна война. Заводите са разположени в максимална близост до бойните линии в Европа и Тихия океан. По време на войната военнослужещите изпиват над пет милиарда бутилки кока-кола, без да се броят наливните количества от напитката.
Армията на САЩ позволява работниците на кока-кола да отидат на фронтовите линии като „технически офицери“. В действителност те рядко се доближават до истинска битка. Тяхната задача е да поддържат политиката на „Кока-кола“ за осигуряване на безалкохолни напитки за войниците, които от своя страна приветстват напитката като спомен от родината. С напредването на съюзниците напредва и „Кока-кола“, която има предимство при пласирането на напитките си в освободените страни.
Присъствието на кока-колата не само повдига бойния дух на войската, но и в много страни хората за първи път опитват тази напитка. Популярността ѝ нараства след войната, когато завръщащите се войници я превръщат в символ на американския начин на живот.
От 40-те до 60-те години на ХХ век Съединените щати, както и целият свят, се променят с невероятна бързина. Компанията „Кока-кола“ също преживява драматични промени в областта на маркетинга и пазарната си политика, които могат да се сравнят единствено с подема, последвал откриването на бутилирането през 90-те години на XIX век. Втората световна война променя света, а компанията открива, че пред нея стои нов, по-сложен световен пазар.

## От New Coke до наши дни
През 1985 г. по време на силна рекламна кампания, „Кока-кола“ прави опит да промени рецептата на напитката. Промяната е проведена от тогавашния главен изпълнителен директор на компанията Роберто Гоизуета.
Търговският провал на New Coke е тежък удар за ръководството на „Кока-кола“. Потребителите може би не биха забелязали промяната, ако е направена тайно и постепенно, запазвайки лоялността към марката. Ръководството на „Кока-кола“ обаче остава неподготвено за носталгичните чувства, предизвиквани от новата напитка сред американските потребители.
Новата формула на кока-колата е бурно отхвърлена от обществото. Гей Мълинс от Сиатъл основава организацията Old Coke Drinkers of America, която се опитва да съди компанията и лобира за публикуването на формулата на старата кока-кола. Протестите принуждават компанията на 10 юли 1985 г. да върне старата рецепта под името Coca-Cola Classic.
„Кока-Кола Къмпани“ е най-големият потребител на естествен екстракт от ванилия в света. В периода на New Coke, когато използва ванилин, синтетичен заместител на ванилията, потреблението на ванилия намалява наполовина. Това води до тежка икономическа криза в Мадагаскар, чийто основен експортен продукт е ванилията.
Междувременно пазарният дял на New Coke се свива до 3% през 1986 г. През 1992 г. продуктът е преименуван на Coke II, но спадът на продажбите създава сериозни проблеми при разпространението. Към 1998 г. продуктът се продава само на няколко места в Средния Запад на САЩ.

## В България

### „Тексим“
| „ | През 1959 г. в Москва руски интелектуалци ме поканиха на гости, като скришом ми довериха, че тази вечер на масата ще има някакво фантастично, невероятно питие, което домакините бяха получили с големи усилия и на висока цена... Направихме кръг и домакинът, с маниерите на древен заклинател, внесе в центъра на кръга една голяма бутилка, пълна с кафеникава течност, на която пишеше „Кока-кола“... появяването ѝ предизвика вълнение, почти равно на това пред свещенодействие... | “ |

Георги Марков, „Задочни репортажи от България“, том I, 1969 – 1978 г.
В средата на 60-те години на ХХ век в Източна Европа кока-колата е напитка, обвита в тайнственост и митове. Мнозина смятат, че е алкохолна напитка. В България през 1965 г. я въвежда предприятието „Тексим“ и дълго време тя остава единствената страна в Източния блок, в която се произвежда „Кока-Кола“. „Тексим“ е единствено по рода си предприятие, което през 60-те години се разраства в стопански конгломерат с широка автономия извън рамките на плановото стопанство в страната. „Тексим“ създава т.нар. „задгранични“ фирми, организира транспортна дейност, притежава морска флотилия. Много по-късно става известно, че предприятието е свързано с Държавна сигурност и приходите му идват основно от търговия с оръжие за развиващите се страни.
През пролетта на 1965 г. към „Тексим“ е присъединено и Държавното предприятие за безалкохолни напитки (ДСП) „Български минерални води“. С ресурсите на „Тексим“ започва изграждането на нови пет завода за производство на газирани безалкохолни напитки. Представители на „Тексим“ влизат в контакт с „Кока-Кола“ и след одобрението на Тодор Живков двете предприятия сключват договор за производството на напитката в България. В края на годината заводът започва производство на оранжада „Тексим“, а само няколко месеца по-късно излиза на пазара и първата бутилка кока-кола, произведена в източноевропейска държава. Макар напитката да се произвежда с вносен концентрат, вносът се финансира с насрещен износ на вино и други хранителни стоки, което прави сделката особено изгодна за режима, страдащ от постоянни дефицити в търговския баланс в конвертируема валута.

### „Кока-Кола Хеленик Ботълинг Къмпани България“
През 1991 г. Централният кооперативен съюз (ЦКС) и „Хеленик Ботълинг Къмпани“ сключват споразумение за производство и дистрибуция на продуктите на „Кока-кола“ в България, като бутилирането се извършва в заводите в София (заводите „КОЛИНА“ и „БЕНАКС“), Бургас, Плевен и Търговище.
През 1995 г. „Хеленик Ботълинг Къмпани“ инвестира в строителството на модерен завод за производство на безалкохолни напитки, в непосредствена близост до град Костинброд, под името „София Бевъридж Къмпани“. Инвестицията е на стойност повече от 20 млн. щатски долара. Построеният завод е най-модерният в страната и само след няколко години се превръща в основен производител на безалкохолни напитки, произведени с търговската марка „Кока-кола в България“. Започва да функционира през 1996 г. През същата година компанията е обявена за инвеститор на годината.
На 6 август 2000 г. е осъществено едно от най-крупните сливания, при което се обединяват трите големи бутилиращи компании – Хеленик Ботълинг Къмпани (Hellenic Bottling Company), Кока-кола Бевъридж (Coca-Cola Bevarage) и Молино (Molino). Така се създава компанията „Кока-кола Хеленик Ботълинг Къмпани“ (на английски: Coca-Cola Hellenic Bottling Company, съкр. CCHBC). Тя става втората най-голяма бутилираща компания в света след „Кока-кола Ентърпрайзис“ (САЩ).
През 2002 г. компанията се регистрира на Нюйоркската стокова борса. Същата година дъщерната ѝ компания „Кока-Кола Хеленик Ботълинг Къмпани България АД“ е обявена за най-голям данъкоплатец на годината в България.

## Разновидности на кока-колата
Съществуват множество разновидности на напитката кока-кола:
| Име | Период                  | Бележки | Снимка |
| --- | ----------------------- | --- | ------ |
| Кока-Кола | от 1886                 | |        |
| Coca-Cola Light / Diet Coke – въведена през 1982 г., напитка, която използва аспартам – синтетичен подсладител, елиминиращ съдържанието на захар. Съществува и версията Diet Coke Plus, съдържаща витамини. | от 1984                 | |        |
| Caffeine-free Coke – без кофеин | от 1982                 | |        |
| Coca-Cola Cherry / Diet Coke Cherry / Coca Cola Cherry Zero – с вкус на череши | от 1985                 | |        |
| Coca-Cola with Lemon – с по-силен вкус на лимон | 2001 – 2005             | Предлага се в: Австрия, Австралия, Белгия, Бразилия, Китай, Дания, Босна и Херцеговина, Финландия, Франция, Германия, Хонг Конг, Исландия, Корея, Люксембург, Макао, Малайзия, Монголия, Холандия, Норвегия, Румъния, Сингапур, Южна Африка, Испания, Швейцария, Тайван, Тунис, Великобритания, САЩ и Ивица Газа |        |
| Coca-Cola Vanilla – с по-силен вкус на ванилия | 2002 – 2005             | Предлага се само в: Австрия, Австралия, Китай, Германия, Южна Африка, Нова Зеландия (само в опаковки – 600 мл. и 350 мл.), Малайзия, Швеция (внос) и Русия |        |
| Coca-Cola Vanilla – с по-силен вкус на ванилия | от 2007                 | Повторно е пусната през юни 2007 |        |
| Coca-Cola C2 – През 2004 г. в отговор на нарастващата популярност на нисковъглехидратните диети, Кока-Кола обявява намерението си да разработи нисковъглехидратна алтернатива на класическата Кока-Кола, наречена Coca-Cola C2. Тя съдържа смес от царевичен сироп, аспартам, сукралоза и калиев ацесулфам, и се очаква да наподобява по-добре вкуса на класическата Кока Кола, отколкото диетичния вариант. От друга страна тя ще има по-висока калоричност. | 2004 – 2007             | Предлага се само в: Япония, Канада и САЩ. |        |
| Coca-Cola with Lime и Diet Lime Coke – с вкус на лайм | от 2005                 | Предлага се само в: Белгия, Холандия, Сингапур |        |
| Coca-Cola Raspberry / Diet Coke Raspberry – с вкус на малини | юни 2005 – края на 2005 | Предлага се само в: Нова Зеландия. |        |
| Coca Cola Zero – без захар, с нула калории | от 2005                 | Предлага се в: Франция, Гърция, Германия, Румъния, България и др. |        |
| Coca-Cola M5 | от 2005                 | Предлага се само в: Босна и Херцеговина, Германия, Италия, Испания, Мексико и Бразилия |        |
| Coca-Cola Black Cherry Vanilla | 2006 – средата на 2007  | Замества Vanilla Coke, през юни 2007 |        |
| Coca-Cola Blāk – с вкус на кафе | 2006 – началото на 2008 | Предлага се само в: САЩ, Франция, Канада, Чехия, Словакия, Босна и Херцеговина, България и Литва |        |
| Coca Cola Citra – с вкус на цитрусови плодове | от 2006                 | Предлага се само в: Босна и Херцеговина, Нова Зеландия и Япония. |        |
| Coca Cola Light Sango | от 2006                 | Предлага се само в: Франция и Белгия. |        |
| Coca-Cola Orange | от 2007                 | Предлага се само в: Великобритания и Гибралтар |        |

## Предполагаемо съдържание на кока-колата
Точната рецепта на кока-колата е легендарна търговска тайна. Оригиналното копие на рецептата се пази в главния трезор на „Сън Тръст Банк“ в Атланта, Джорджия. Съществува мит, че само двама души имат достъп до рецептата, като всеки знае само половината от нея. Истината е, че макар „Кока-Кола“ да има правило, ограничаващо достъпа само до двама души, всеки от тях знае цялата формула (така че да не бъде изгубена при внезапна смърт на единия от тях), а има и други, които са знаели процеса на създаването ѝ.
Формулата включва съставки, смесени в сироп, представляващ силно концентрирана смес от вкусове. Смесването става само в няколко избрани центъра в света. След като концентратът е приготвен, той се предоставя на бутилиращите компании по света, които го смесват с други минорни съставки – сравнително незначителни за оформянето на вкуса, както и някои по-сериозни, поради особеностите на местните вкусове. След това се добавя газирана вода. Това гарантира пълен контрол на „Кока-Кола Къмпани“ върху качеството, съдържанието и стандарта на продукта.
Името „кока-кола“ идва от листата от кока и плодовете от кола, използвани като ароматизатори. Основните съставки са вода и захар. Други предполагаеми компоненти са карамелът, кофеинът, фосфорната киселина, сок или масло от зелен лимон и ванилия.
Отличителният вкус идва най-вече от смесването на захар и масла от портокал, лимон и ванилия. Останалите съставки променят съвсем слабо вкуса. В наши дни обаче в САЩ кока-колата е подслаждана с високофруктозен сироп от царевица (HFCS), което притъпява вкуса. Кока-кола със захар все още се продава в Европа.
В оригиналната рецепта стимулиращият ефект на напитката се предизвиква от естественото съдържание на кокаин в листата от кока и на кофеин в ядките от кола. От 1929 г. кокаинът се извлича от листата чрез обработка, оставяща физиологически незначителни следи, а количеството на кофеина е намалено. Според сайта на „Кока-кола“ напитката „не съдържа кокаин или други вредни субстанции и кокаинът никога не е бил добавян компонент на напитката“, което, макар и вярно, може да се разглежда като подвеждащо.
Обработката на листата от кока се извършва в специална лицензирана фабрика в Ню Йорк. Макар това вероятно да е най-големият производител, други химически фирми също имат лицензи за внос на листа от кока в САЩ.
Освен кокаина, друга противоречива съставка на кока-колата е кофеинът. Съдържанието на кофеин в кока-колата е предмет на съдебни спорове от 20-те години на XX век. През август 2005 г. литър кока-кола съдържа максимум 150 мг кофеин. За сравнение същото количество кафе съдържа между 280 и 750 мг кофеин.

## Маркетингова политика на „Кока-Кола“

### Опаковка
Историята на контурната бутилка започва през 1915 година, когато ръководството на компанията отчита необходимостта от отличителна бутилка, която да спре нарастващия брой имитатори.

Дружеството дава проекта на няколко от големите производители на стъкло, които да разработят бутилка, изискванията за която са: 
| „ | Стъклена бутилка, така характерна, че да бъде моментално разпозната като една Кока-Кола.... отличима така, че дори сляп човек да може да я идентифицира | “ |

Предизвикателството е прието от стъклопроизводителите от „Root Glass Company“. Основателят и управител на компанията Дж. Рот възлага проекта на Александър Самюелсън – управител на завода, Рой Хърт – секретар, Т. Клайд Едуардс – инспектор, Ърл Дийн – шеф на отдела за отливки и Уилиам Рот – син на собственика.
В началото Т. Клайд Едуардс започва да проучва дизайн, който да отговаря на съществените изисквания. С тази идея в главата, Едуардс проучва какво има за „Кока“ и „Кола“ в библиотеката. Там той открива рисунка с разрез на какаово зърно, което показва на Ърл Дийн (статията за какаото е на няколко страници след статията за растението Кока, в Енциклопедия Британика, изданието, което е разглеждал през 1913). Едуардс и Дийн съобщават на Самюелсън със скица на какаовото зърно и тяхната идея за дизайн на бутилката. След тези изследвания, Ърл Дийн развива дизайна на бутилката, който включва изпъкнала средна част с паралелни вертикални канали и заострени краища.
От този първи проект са произведени ограничен брой бутилки. Бутилиращата техника, използвана по това време, обаче не позволява работа с бутилка, която има голяма издатина на дъното. В „Root Glass Company“ се трудят цяло лято, за да доизпипат дизайна на бутилката, така че да е използваема от бутилиращите компании.
На специално проведена среща през 1915 година, състояла се в Атланта, Джорджия, САЩ, жури на Кока-Кола оценява всички участници в конкурса за бутилка на компанията за: оригиналност, недостъпност на проектиране, удобство за работа, производствени разходи, както и потенциалното одобрение на потребителите за външен вид. Бутилката, произведена от „Root Glass Company“, е най-добре приета от журито.
Бутилката е патентована от Александър Самюелсън на 16 ноември 1915 година, като това е един от първите стъклени контейнери, патентовани дотогава, единствено заради неговата форма. Патентът е на компанията производител до 1937 година, когато след изтичането на патентния срок, Кока-Кола Къмпани го придобива.
През 1960 година „контурната бутилка“ е регистрирана като търговска марка, а не като патент. Кока-Кола прави това, като има предвид, че накрая всички патенти ще се изчерпят, но не и търговската марка, и собствеността е гарантирана безкрайно.
Така „контурната бутилка“, наречена още „теснополата бутилка“ (наричана заради приликата с популярната модна рокля от 1910 – 1914), става най-разпознаваемият контейнер в историята.
До средата на 50-те години на ХХ век Кока-Кола се символизира от контурната си бутилка, побираща 6,5 унции и чаша с формата на камбана. Потребителите обаче търсят по-широк асортимент и затова компанията разработва нов вид опаковка, нова технология и нови продукти.
През 1955 година компанията пуска на пазара по-големи „семейни“ бутилки от по 10, 12 и 26 унции, които веднага постигат голям успех сред потребителите. Тенекиените кутии, разработени първоначално за армията, се появяват по магазините към 1960 година.
В резултат на многогодишно проучване на възможностите за навлизането на пластмасата в опаковките, през 1977 година компанията пуска на пазара двулитрова опаковка, произведена от РЕТ (полиетилен терефталат). По-късно тези опаковки стават най-популярните и удобни за потребителите.

### Рекламна политика
Рекламата на Кока-Кола е доста всеобхватна, заради обявената цел на Робърт Уудръф всеки човек по света да я предпочита пред останалите напитки. Рекламата ѝ е почти вездесъща, особено в южните райони на САЩ, като Атланта, родното място на Кока-Кола.
Рекламата на Кока-Кола е оказала значително въздействие върху американската култура и често ѝ се отдава заслугата за „изобретяването“ на съвременния имидж на Дядо Коледа като възрастен човек с червено-бели дрехи. Макар че компанията започва да налага този образ през 1930-те в своите зимни рекламни кампании, той е обичаен и преди това.
Политика на Кока-Кола е да избягва използването на деца под 12 години в своите реклами, заради съдебен процес от началото на 20 век с обвинението, че съдържанието на кофеин е опасно за децата. Въпреки това, в по-ново време Кока-Кола не се колебае да насочва рекламата си към младите потребители.
През тези повече от 120 години съществуване, Кока-Кола използва много стихчета и лозунги. Една от най-известните реклами – „Почивката, която освежава“, се появява най-напред през 1929 година във вестник „Сатърдей ивнинг пост“. През 1936 година се появява лозунгът „Само това ще те освежи“, а през 1944 година – „Глобален символ на престижност“ (вижте Лозунги на Кока Кола).
В средата на ХХ век се появяват други запомнящи се лозунги: „Знак на добър вкус“, „Бъди истински свеж“ и „Давай нататък бодър и свеж“.

#### Рисувани реклами
Ръководството на компанията осъзнава отрано потенциала на рекламата, особено когато включва изящни цветни илюстрации, направени от най-видните художници (сред които Норман Рокуел). Затова реклами на напитката с такива илюстрации са публикувани в най-големите водещи списания. През 30-те години на века известният художник Хадън Съндблом започва да създава своята серия от портрети на Дядо Коледа. Тези рисунки придобиват огромна популярност и се използват и до днес. През 50-те и 60-те години илюстрациите прерастват в реклами за отдих и туризъм.

#### Радио и телевизионни реклами
Още от 20-те години на ХХ век, радиото се превръща в едно от най-мощните комуникационни средства за популяризиране на Кока-Кола. През 60-те години известното стихче „Всичко изглежда по-хубаво с Кока-Кола“, става радио шлагер и е използвана като мотив от групи като „Сюприймз“, „Фор сийзънс“, „Джан енд Дийм“ и „Мууди Блууз“. Компанията залага на радиореклами, дори след появата на телевизията и огромния брой телевизионни реклами, които започва да създава.
Рекламната политика на Кока-Кола Къмпани се променя с променящия се свят и обхваща все по-голям брой потребители, използвайки нови пътища (особено телевизията). На Деня на благодарността през 1950 година Едгар Бърген и неговият сценичен партньор Чарли Маккарти се появяват в първото телевизионно предаване „на живо“, спонсорирано от Кока-Кола.
Постепенно рекламната политика на компанията се променя и се превръща от спонсор на програми, прекъсващи излъчването на дългометражни филми, и в забавни предавания с участието на знаменитости, музикални звезди и др., рекламиращи Кока-Кола. Сред най-известните са сестрите Магуайър, Арета Франклин, Нийл Даймънд.

#### „Кълъмбия пикчърс“
В опит да разшири своята дейност, през 1982 Кока-Кола купува Кълъмбия Пикчърс. Докато е собственост на Кока-Кола, Кълъмбия прави значителна реклама на Кока-Кола чрез включване на нейните продукти в своите филми. Въпреки това, след няколко първи успеха, състоянието на Кълъмбия се влошава и през 1989 тя е изоставена от Кока-Кола.

#### Спонсорство на спортни прояви
Олимпийски игри
Кока-Кола и МОК започват своето дългогодишно партньорство през лятото на 1928 година, с подписването на договор за партньорство. Преди началото на Олимпийските игри в Амстердам през 1928 година, пристига кораб, натоварен с американския отбор за Олимпиадата и 1000 каси Кока-Кола.
На откриването на игрите за първи път се предлага от напитката на стадиона. Продавачи, облечени с фирмени дрехи на компанията, предлагат напитката в самия стадион, а около стадиона са разположени множество павилиони, където се предлага наливна Кока-Кола.
Световно първенство по футбол
От 1978 компанията е спонсорирала всяко Световно първенство по футбол. Един от шампионатите, организиран от ФИФА – ФИФА Световен младежки шампионат, се е наричал „ФИФА – Купа на Кока-Кола“.
В периода 1992 – 1993 и 1997 – 1998 г. Кока-Кола е основен спонсор на турнира за Купата на Английската футболна лига, като турнирът се нарича Coca-Cola Cup.

### Кока-Кола като политически и корпоративен символ
Напитката Кока-Кола често се асоциира със САЩ, смята се за „американска марка“ или като малка част, представяща Америка (сравнете с Мики Маус). Идентификацията с американската култура е довела до „Кола-колонизация“.
Кока-Кола е бойкотирана в някои арабски страни, поради извършени инвестиции в Израел по време на бойкота на страната от Арабската лига и заради неодобрението на американската политика в Близкия изток.

## Кока-Кола като част от алкохолни коктейли
Кока-Кола е изключително популярна и заради смесването ѝ с някои алкохолни напитики. Може би най-популярни са Кока-Кола с водка и Кока-Кола с ром.
Най-популярните:
- Blackout Grin – Кока-Кола, джин и водка
- Captain Coke – Ароматизиран ром „Кептън Морган“ и Кока-Кола
- Charro Negro – текила и Кока-Кола (позната в Мексико)
- Куба Либре – ром, Кока-Кола и лимонов сок
- Jack and Coke – уиски „Джак Дениълс“ и Кока-Кола
- Long Island Iced Tea – водка, текила, бял ром, ликьор „Cointreau“, джин, лимонов сок, захарен сироп и Кока-Кола
- Paralyzer – водка, мексикански ликьор от кафе „Kahlúa“, сметана или мляко и Кока-Кола
- Piscola – южноамерикански ликьор от грозде „Pisco“ и Кока-Кола (много популярна напитка в Чили)
- Skinny Pirate – Ароматизиран ром „Кептън Морган“ и Кока-Кола Лайт

## Критики
Кока-Кола Къмпани е критикувана многократно за своите бизнес практики, както и за предполагаеми неблагоприятни последици за здравето, при консумация на някои от своите продукти. Една от основните критики към Кока-Кола е опасността от високото ниво на киселинност в напитката, но е било установено от изследователи, че тези твърдения са необосновани, включително в многобройни съдебни дела, завеждани в САЩ.
Докато много доктори, изготвящи диети, вярват, че безалкохолните напитки могат да присъстват в добра диета, прекалената консумация на безалкохолни напитки може да бъде опасна, особено за малки деца. Една причина за това е, че тези напитки предоставят прекалено много калории, а друга е, че те заместват храни и напитки с полезни съставки в диетата на много деца. Проучванията показват, че редовните потребители на безалкохолни напитки имат по-ниски нива на калций (което може да причини остеопороза), магнезий, аскорбинова киселина (витамин C) и витамин А.
Друга критика е за съдържанието на кофеин в напитката, което според критиците може да доведе до зависимост на потребителя – нещо, също отхвърлено от изследователи.
От края на 80-те години на 20 век в САЩ колата се произвежда с високофруктозен царевичен сироп, вместо със захарна глюкоза/фруктоза. Тази промяна е направена главно заради покачващите се по това време цени на захарта. Има групи, които критикуват този ход, тъй като Високо-фруктозен сироп от царевица (HFCS) може да се получава от генетично променени растения.